# Салах Шабати
Салах Шабати (ивр. סאלח שבתי‎) — комедия израильского режиссёра Эфраима Кишона, снятая в 1964 году.

## Сюжет
Салах Шабати — йеменский еврей, который вместе со своей семьёй был доставлен в Израиль в ходе операции «Орлиные крылья». После приезда в Израиль, семья Шабати помещается на жительство в специальный транзитный лагерь для новых репатриантов. Водитель, который привёз семью Шабати в лагерь, сказал, что они останутся в нём всего на несколько дней, там Салах Шабати знакомится с Йехезкелем Гольдштейном из Польши, который уже шесть лет живёт в лагере и так и не получил жилья.
Название фильма, «Салах Шабати», — игра слов: йеменское еврейское имя также напоминает фразу на иврите סליחה שבאתי, «слиха шебати» («простите, что я приехал»). В ранних печатных версиях рассказов Эфраима Кишона, которые были переработаны для фильма, персонажа звали Саадия Шабтай.

## Актёры
- Хаим Тополь — Салах Шабати[3].
- Геула Нуни[ивр.] — Хабуба Шабати[3].
- Гила Альмагор — Бат-Шева, социальная работница[3].
- Шрага Фридман[ивр.] — Нойман[3].
- Заарира Харифай[ивр.] — Фрида[3].
- Шайке Леви[англ.] — Шимон Шабати[3].
- Натан Мейслер — господин Гольдштейн[3].
- Эстер Гринберг — жена Салаха Шабати[3].
- Арик Айнштейн — Зигги[3].